# Шах, Саид Хусейн
Саид Хусейн Шах (англ. Syed Hussain Shah) — родился 1 июня 1964 года. Единственный в истории Пакистана боксёр, получивший бронзовую медаль на Олимпийских играх.

## Биография
Саид Хусейн Шах стал живой легендой в истории бокса Пакистана. Он считался одним из лучших боксёров в Азии. Саид дебютировал на первых Южноазиатских играх в Непале в 1984 году и завоевал золотую медаль для своей страны. Он снова выиграл золотые медали на вторых и третьих Южноазиатских играх (в Дакке в 1985 году и Калькутте в 1987 году).
Саид Хусейн Шах выступил достойно и в 1988 году на Олимпийских играх в Сеуле, где он завоевал первую в истории страны бронзовую медаль по боксу и сыграл важную роль в создании имиджа страны в мире бокса.
В настоящее время живёт в Токио, работает тренером по боксу.